# カントリーミュージック協会賞
カントリーミュージック協会賞(CMAアワード) (Country Music Association Awards (CMA Awards ))はカントリーミュージック協会会員による投票で決まる賞である。アカデミー・オブ・カントリーミュージック賞(ACMアワード)と間違いやすいが別物である。1967年、テネシー州ナッシュビルのミュニシパル・オーディトリアムでテレビ中継無しの第1回授賞式が行われ、最初の最高賞エンターテイナー・オブ・ザ・イヤー受賞者はエディ・アーノルドであった。1968年10月、第2回授賞式が行われ、NBCが収録し数週間後に放送された。毎年10月か11月に開催され、1969年にテレビ生中継が始まった。その後1972年から2005年までCBS、2006年11月からはABCが中継。長年、グランド・オール・オープリーの本拠地であるライマン公会堂で行われていたが、1974年から2004年まではグランド・オール・オープリー・ハウスで行われた。2005年はニューヨークのマディソン・スクエア・ガーデンで行われたが、2006年にはナッシュビルに戻り、以降ブリヂストン・アリーナで開催されている。
授賞はエンターテイナー・オブ・ザ・イヤー、男性ボーカリスト賞、女性ボーカリスト賞、新人賞(2008年まではホライゾン賞と呼んでいた)、ボーカル・グループ賞、ボーカル・デュオ賞(1970年より)、シングル賞、アルバム賞、楽曲賞、音楽イベント賞(1988年にボーカル・デュオから分割された)、ミュージック・ビデオ賞(1985年より)、演奏者賞と12部門に分かれている。以前は2人で演奏されるものは全てデュオとされてきたが、企画として一時的にデュエットを組むものはイベントとして捉えられるようになった。
ラジオ局に向けて、ラジオ局賞、パーソナリティ賞(それぞれ市場規模により4部門に分けられる)、全米パーソナリティ賞と9部門の賞が与えられる。
授賞式ではカントリーの新人からトップ・スターまでの演奏が行なわれる。(2002年には新人の演奏はなかった)

## 主な受賞者
| 年   | エンターテイナー・ オブ・ザ・イヤー(最高賞) | 男性ボーカリスト賞           | 女性ボーカリスト賞                 | 楽曲賞                                                                                             |
| ---- | ------------------------------------------- | ---------------------------- | ---------------------------------- | -------------------------------------------------------------------------------------------------- |
| 2015 | ルーク・ブライアン                          | クリス・ステイプルトン       | ミランダ・ランバート               | リズ・ローズ、ロリ・マッケナ、ヒラリー・リンジー『Girl Crush 』                                    |
| 2014 | ルーク・ブライアン                          | ブレイク・シェルトン         | ミランダ・ランバート               | ケイシー・マスグレイヴス、シェイン・マクナリー、ブランディ・クラーク『Follow Your Arrow 』         |
| 2013 | ジョージ・ストレイト                        | ブレイク・シェルトン         | ミランダ・ランバート               | ジェシ・アレクサンダー、コニー・ハリントン、ジミー・イヤリー『I Drive Your Truck 』                |
| 2012 | ブレイク・シェルトン                        | ブレイク・シェルトン         | ミランダ・ランバート               | ミランダ・ランバート、ブレイク・シェルトン『Over You 』                                            |
| 2011 | テイラー・スウィフト                        | ブレイク・シェルトン         | ミランダ・ランバート               | キンバリー・ペリー『If I Die Young 』                                                              |
| 2010 | ブラッド・ペイズリー                        | ブレイク・シェルトン         | ミランダ・ランバート               | トム・ダグラス、アレン・シャンブリン『The House That Built Me 』                                   |
| 2009 | テイラー・スウィフト                        | ブラッド・ペイズリー         | テイラー・スウィフト               | ジェイミー・ジョンソン、リー・トーマス・ミラー、ジェイムス・オットー『In Color 』                  |
| 2008 | ケニー・チェズニー                          | ブラッド・ペイズリー         | キャリー・アンダーウッド           | ジェニファー・ネトルズ『Stay 』                                                                    |
| 2007 | ケニー・チェズニー                          | ブラッド・ペイズリー         | キャリー・アンダーウッド           | ビル・アンダーソン、ジェイミー・ジョンソン、バディ・キャノン『Give It Away 』                      |
| 2006 | ケニー・チェズニー                          | キース・アーバン             | キャリー・アンダーウッド           | クレイグ・ワイズマン、ロニー・ダン『Believe 』                                                     |
| 2005 | キース・アーバン                            | キース・アーバン             | グレッチェン・ウィルソン           | ビル・アンダーソン、ジョン・ランドール『Whiskey Lullaby 』                                         |
| 2004 | ケニー・チェズニー                          | キース・アーバン             | マルティナ・マクブライド           | クレイグ・ワイズマン、ティム・ニコルズ『Live Like You Were Dying 』                                |
| 2003 | アラン・ジャクソン                          | アラン・ジャクソン           | マルティナ・マクブライド           | ダグ・ジョンソン、キム・ウィリアムズ『Three Wooden Crosses 』                                      |
| 2002 | アラン・ジャクソン                          | アラン・ジャクソン           | マルティナ・マクブライド           | アラン・ジャクソン『Where Were You (When the World Stopped Turning) 』                             |
| 2001 | ティム・マクグロウ                          | トビー・キース               | リー・アン・ウォマック             | ラリー・コードル、ラリー・シェル『Murder on Music Row 』                                           |
| 2000 | ディクシー・チックス                        | ティム・マクグロウ           | フェイス・ヒル                     | マーク・D・サンダース、ティア・シラーズ『I Hope You Dance 』                                       |
| 1999 | シャナイア・トゥエイン                      | ティム・マクグロウ           | マルティナ・マクブライド           | ベス・ニールセン・チャップマン、アニー・ロボフ、ロブ・ラーナー『This Kiss 』                       |
| 1998 | ガース・ブルックス                          | ジョージ・ストレイト         | トリーシャ・イヤウッド             | スティーヴ・ウォリナー、ビリー・カーシュ『Holes in the Floor of Heaven 』                          |
| 1997 | ガース・ブルックス                          | ジョージ・ストレイト         | トリーシャ・イヤウッド             | マトレイサ・バーグ、ゲイリー・ハリソン『Strawberry Wine 』                                         |
| 1996 | ブルックス & ダン                           | ジョージ・ストレイト         | パティ・ラヴレス                   | ヴィンス・ギル『Go Rest High on That Mountain 』                                                   |
| 1995 | アラン・ジャクソン                          | ヴィンス・ギル               | アリソン・クラウス                 | グレッチェン・ピーターズ『Independence Day 』                                                      |
| 1994 | ヴィンス・ギル                              | ヴィンス・ギル               | パム・ティリス                     | アラン・ジャクソン、ジム・マクブライド『Chattahoochee 』                                           |
| 1993 | ヴィンス・ギル                              | ヴィンス・ギル               | メアリー・チェイピン・カーペンター | ジョン・バーロウ・ジャーヴィス、ヴィンス・ギル『I Still Believe in You 』                          |
| 1992 | ガース・ブルックス                          | ヴィンス・ギル               | メアリー・チェイピン・カーペンター | マックス・D・バーンズ、ヴィンス・ギル『Look at Us 』                                               |
| 1991 | ガース・ブルックス                          | ヴィンス・ギル               | タニヤ・タッカー                   | ティム・デュボワ、ヴィンス・ギル『When I Call Your Name 』                                         |
| 1990 | ジョージ・ストレイト                        | クリント・ブラック           | キャシー・マティア                 | ドン・ヘンリー、ジョン・ヴェスナー『Where've You Been 』                                           |
| 1989 | ジョージ・ストレイト                        | リッキー・ヴァン・シェルトン | キャシー・マティア                 | マックス・D・バーンズ、ヴァーン・ゴスディン『Chiseled in Stone 』                                  |
| 1988 | ハンク・ウィリアムズ・ジュニア              | ランディ・トラヴィス         | K・T・オスリン                     | K・T・オスリン『80's Ladies 』                                                                     |
| 1987 | ハンク・ウィリアムズ・ジュニア              | ランディ・トラヴィス         | リーバ・マッキンタイア             | ポール・オーヴァーストリート、ドン・シュリッツ『Forever and Ever, Amen 』                          |
| 1986 | リーバ・マッキンタイア                      | ジョージ・ストレイト         | リーバ・マッキンタイア             | ポール・オーヴァーストリート、ドン・シュリッツ『On the Other Hand 』                               |
| 1985 | リッキー・スキャッグス                      | ジョージ・ストレイト         | リーバ・マッキンタイア             | リー・グリーンウッド『God Bless the USA 』                                                         |
| 1984 | アラバマ                                    | リー・グリーンウッド         | リーバ・マッキンタイア             | ラリー・ヘンリー、ジェフ・シルバー『Wind Beneath My Wings 』                                       |
| 1983 | アラバマ                                    | リー・グリーンウッド         | ジェイニー・フリッキー             | ウェイン・カーソン・トンプソン、ジョニー・クリストファー、マーク・ジェイムス『Always on My Mind 』 |
| 1982 | アラバマ                                    | リッキー・スキャッグス       | ジェイニー・フリッキー             | ウェイン・カーソン・トンプソン、ジョニー・クリストファー、マーク・ジェイムス『Always on My Mind 』 |
| 1981 | バーバラ・マンドレル                        | ジョージ・ジョーンズ         | バーバラ・マンドレル               | ボビー・ブラドック、カーリー・プットマン『He Stopped Loving Her Today 』                           |
| 1980 | バーバラ・マンドレル                        | ジョージ・ジョーンズ         | エミルー・ハリス                   | ボビー・ブラドック、カーリー・プットマン『He Stopped Loving Her Today 』                           |
| 1979 | ウィリー・ネルソン                          | ケニー・ロジャース           | バーバラ・マンドレル               | ドン・シュリッツ『The Gambler 』                                                                   |
| 1978 | ドリー・パートン                            | ドン・ウィリアムス           | クリスタル・ゲイル                 | リチャード・レイ『Don't It Make My Brown Eyes Blue 』                                              |
| 1977 | ロニー・ミルサップ                          | ロニー・ミルサップ           | クリスタル・ゲイル                 | ロジャー・ボウリング, ハル・バイナム『Lucille 』                                                   |
| 1976 | メル・ティリス                              | ロニー・ミルサップ           | ドリー・パートン                   | ラリー・ワイス『Rhinestone Cowboy 』                                                               |
| 1975 | ジョン・デンバー                            | ウェイロン・ジェニングス     | ドリー・パートン                   | ジョン・デンバー『Back Home Again 』                                                               |
| 1974 | チャーリー・リッチ                          | ロニー・ミルサップ           | オリビア・ニュートン＝ジョン       | ドン・ウェイン『Country Bumpkin 』                                                                 |
| 1973 | ロイ・クラーク                              | チャーリー・リッチ           | ロレッタ・リン                     | ケニー・オーデル『Behind Closed Doors 』                                                           |
| 1972 | ロレッタ・リン                              | チャーリー・プライド         | ロレッタ・リン                     | フレディ・ハート『Easy Loving 』                                                                   |
| 1971 | チャーリー・プライド                        | チャーリー・プライド         | リン・アンダーソン                 | フレディ・ハート『Easy Loving 』                                                                   |
| 1970 | マール・ハガード                            | マール・ハガード             | タミー・ウィネット                 | クリス・クリストファーソン『Sunday Mornin' Comin' Down 』                                          |
| 1969 | ジョニー・キャッシュ                        | ジョニー・キャッシュ         | タミー・ウィネット                 | ボブ・ファーガソン『The Carroll County Accident 』                                                 |
| 1968 | グレン・キャンベル                          | グレン・キャンベル           | タミー・ウィネット                 | ボビー・ラッセル『Honey 』                                                                         |
| 1967 | エディ・アーノルド                          | ジャック・グリーン           | ロレッタ・リン                     | ダラス・フレイジャー『There Goes My Everything 』                                                  |

## 関連事項
- カントリー・ミュージック殿堂表彰者の一覧